# Juniperus pseudosabina
Juniperus pseudosabina är en cypressväxtart som beskrevs av Fisch. och Carl Anton von Meyer. Juniperus pseudosabina ingår i släktet enar, och familjen cypressväxter. IUCN kategoriserar arten globalt som livskraftig. Inga underarter finns listade i Catalogue of Life.